# 日本国とアメリカ合衆国との間の安全保障条約
日本国とアメリカ合衆国との間の安全保障条約（にほんこくとアメリカがっしゅうこくとのあいだのあんぜんほしょうじょうやく、英語：Security Treaty Between the United States and Japan）は、日本における安全保障の為にアメリカ合衆国が関与し、アメリカ軍を日本国内に駐留させること（在日アメリカ軍）などを定めた2国間条約。いわゆる旧日米安保条約（きゅうにちべいあんぽじょうやく）と呼ばれるものであり、1951年（昭和26年）9月8日の日本国との平和条約の同日に署名された。11月18日に第12回国会で承認される。翌年の4月28日、平和条約、そして第三条に基づき締結された日米行政協定と同日発効した。1960年（昭和35年）6月に日本国とアメリカ合衆国との間の相互協力及び安全保障条約（新日米安保条約）が発効したことに伴って失効した。

## 概要
1945年8月のポツダム宣言受諾以降の日本はアメリカ軍に占領され、日本軍は解体された。冷戦による陣営対立が深まり、1950年（昭和25年）6月25日に朝鮮戦争が勃発している。日本駐留のアメリカ軍は朝鮮半島に移動し、警察予備隊（のちの陸上自衛隊）が創設されるなど、日本の防衛・安全保障環境は不安定であった。
朝鮮戦争が継続される中で日本は共産主義陣営を除いた諸国と講和する運びとなってきた（単独講和）。防衛・安全保障環境を憂えた日米両国は、日本の主権回復後もアメリカ軍が駐留することで、極東における安全保障環境を維持することとした。これによりサンフランシスコ講和条約と同時に、「全ての占領軍は講和成立により速やかに撤退する。但し2国間協定により、引き続き駐留を容認される国も存在出来る」と定めた条約第6条a項但し書きの規定を基に本条約が締結された。この条約により、アメリカ合衆国は「望む数の兵力を望む場所に望む期間だけ駐留させる権利を確保」（アメリカ合衆国国務長官ジョン・フォスター・ダレス）した。
条約は前文と5条からなり、アメリカ軍が引き続き日本国内に駐留し続けることが骨子となっている。条約の期限は無く、駐留以外に援助可能性には触れているが、防衛義務は明言されていない。また、内乱への対応の言及もあった。この為防衛義務の明言・内乱条項の削除などを行った新日米安保条約が締結され、1960年6月に発効した。旧日米安保条約第4条及び新日米安保条約第9条の定めにより、旧日米安保条約は1960年6月23日に失効した。

## 各条文の内容要約
前文
・日本は平和条約の効力発生時に武装解除され自衛権を行使する手段がない。
・しかし、軍国主義の危険がある。よって、平和条約の効力発行と同時にこの条約も効力を発効することを希望する。
・平和条約は日本に集団的安全保障を取り決める権利を承認している。また、国連憲章はすべての国に個別的・集団的自衛権を認めている。
・防衛のための暫定措置として、日本はアメリカ軍が日本国内およびその周辺に駐留することを希望している。
・アメリカ合衆国は日本が自国の防衛のために責任を負うことを期待している。
第一条（アメリカ軍駐留権）
日本は国内へのアメリカ軍駐留の権利を与える。駐留アメリカ軍は極東アジアの安全に寄与する他、直接の武力侵攻や外国からの教唆などによる日本国内の内乱などに対しても援助を与えることができる。
第二条（第三国軍隊への協力の禁止）
アメリカ合衆国の同意を得ない第三国の軍隊の駐留・配備・基地提供・通過などの禁止。
第三条（細目決定）
細目決定は両国間の行政協定による。
第四条（条約の失効）
国際連合の措置または代替されうる別の安全保障措置の効力を生じたと両国政府が認識した場合に失効する。
第五条（批准）
批准後に効力が発効する。

## エピソード

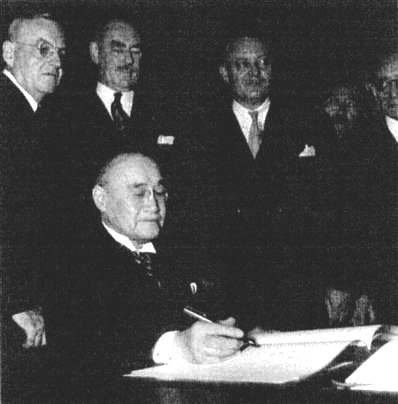
単独で条約の署名に臨む吉田茂（1951年9月8日）

当条約の署名の際に首席全権委員であった吉田茂首相は単独で署名に臨んだ。講和会議の舞台となった華やかなオペラハウスとは対照的な、陸軍施設であるサンフランシスコ・プレシディオの下士官用クラブハウスの一室で行われたこの調印式には、他の全権委員は欠席しており、唯一同行した池田勇人大蔵相に対しても「この条約はあまり評判が良くない。君の経歴に傷が付くといけないので、私だけが署名する」と言って1人で署名したという。

## 条約の適用
第1条の「外国による武力侵攻」に関して、この時期の該当例は韓国による竹島の占領・ソ連による色丹島及び歯舞諸島占領がある。いずれも当時アメリカが日本の主権だと認めていた領土への外国の武力支配であったが、6年前の1946年1月29日にSCAPIN-677で日本が当該地域の施政権を停止させられていたことも影響し、安保条約によるアメリカ軍の援助は無かった。
色丹島と竹島については、東京領事のウィリアム・ターナーは1953年11月30日付けで「リアンクール（竹島）論争に関する覚書」を本省に提出し、安保条約と領土問題について触れている。ラスク書簡をもとに竹島に対する日本の主権を認めていながら、竹島問題にアメリカが介入して恨みを買うことを恐れていたターナーによると、竹島問題はソ連が占領した日本領の色丹島問題と似ているという。アメリカは「色丹島が日本の主権に属する」と声明したが、日本はアメリカに対して「安保条約に基づく武力行使」を要請してこなかった。従って竹島問題についても、「日本人が日米安保条約を呼び出すのではないかと過度に不安になる必要は無い」と述べている。
1957年にソ連の国境警備隊は、歯舞諸島の低潮高地である貝殻島に上陸して実効支配したが、アメリカによる対抗措置は無かった。